# Carlos Jara Saguier
Carlos de los Santos Jara Saguier (né le 1er novembre 1950 à Asuncion au Paraguay) est un footballeur international paraguayen, qui évoluait au poste de milieu de terrain, avant de devenir entraîneur.

## Biographie

### Carrière de joueur

#### Carrière en sélection
Avec l'équipe du Paraguay, il joue 24 matchs (pour 2 buts inscrits) entre 1971 et 1981. 
Il joue 8 matchs comptant pour les tours préliminaires de la Coupe du monde, lors des éditions 1974 et 1978.

### Carrière d'entraîneur
Il dirige les joueurs paraguayens lors de la Copa América 2004 et lors des Jeux olympiques d'été de 2004.
Le 19 octobre 2023, il est de nouveau nommé sélectionneur de l'équipe olympique paraguayenne pour le tournoi pré-olympique 2024.

## Palmarès

### En tant que joueur
| Cerro Porteño - Championnat du Paraguay (4) : - Champion : 1970, 1972, 1973 et 1974. |  | Cruz Azul - Championnat du Mexique (2) : - Champion : 1978-79 et 1979-80. |

### En tant qu'entraîneur
Paraguay olympique
- Jeux olympiques :
  -  Argent : 2004.